# Sao (satelit)
Sao /'sa.o/ este un satelit neregulat prograd al lui Neptun. A fost descoperit de Matthew J. Holman et al. pe 14 august 2002. 

Sateliții neregulați ai lui Neptun.

Sao orbitează în jurul lui Neptun la o distanță de aproximativ 22,4 milioane km și are un diametru de aproximativ 44 de kilometri (presupunând un albedo de 0,04). 
Sao urmează o orbită excepțional de înclinată și moderat excentrică ilustrată pe diagramă în raport cu alți sateliți neregulați ai lui Neptun. Sateliții de deasupra axei orizontale sunt prograzi, sateliții de sub ea sunt retrograzi. Segmentele galbene se extind de la pericentru la apocentru, arătând excentricitatea.
Satelitul este în rezonanță Kozai, adică înclinația și excentricitatea lui sunt cuplate (înclinația orbitei scade în timp ce excentricitatea crește și vice versa). 
Sao, sau Neptun XI, ca mulți dintre sateliții exteriori ai lui Neptun, poartă numele uneia dintre Nereide; Sao a fost asociat cu navigația și este denumit „Salvatorul” sau „Siguranța”. Înainte de anunțarea numelui său pe 3 februarie 2007 (IAUC 8802), Sao era cunoscut provizoriu ca S/2002 N 2.